# Caleta Beeche
Die Caleta Beeche (spanisch, in Argentinien Caleta Matheu) ist eine Bucht am südöstlichen Ausläufer der Wiencke-Insel im Palmer-Archipel westlich der Antarktischen Halbinsel. Sie liegt auf der Westseite des Principal Point.
Chilenische Wissenschaftler benannten sie nach Eduardo Beeche Riofrío, Kapitän der Rancagua bei der 11. Chilenischen Antarktisexpedition (1956–1957). Der Hintergrund der argentinischen Benennung ist nicht hinterlegt.